# Toya (operator telewizji kablowej)
Niektóre z zamieszczonych tu informacji od 2021-06 wymagają weryfikacji.
Dokładniejsze informacje o tym, co należy poprawić, być może znajdują się w dyskusji tego artykułu.
 Po wyeliminowaniu niedoskonałości należy usunąć szablon [[Szablon:Dopracować|]] z tego artykułu.
TOYA Sp. z o.o. – polski operator telewizji kablowej. Swoje usługi świadczy w 8 miastach własnej sieci (Łódź, Kraków, Mysłowice, Kutno, Przemyśl, Piotrków Trybunalski, Pisz i Pabianice) oraz w 13 sieciach partnerskich innych operatorów w 25 miejscowościach (m.in. Tele-Kab w Kluczborku, Astral-Media w Łodzi, Bał-Sat w Łodzi, Gawex Media Szczecinek, NGM w Siemianowicach Śląskich, Intelly w Olsztynie).
Firma została uruchomiona w Łodzi, w 1991 r. Szacuje się, że na początku 2006 r. pokrywała swoim działaniem ponad 80% terenu miast w których istnieje jej sieć. Od 2000 r. na mocy koncesji Ministra Łączności nr 502/99/ firma świadczy usługi transmisji danych oraz dostępu do Internetu dla klientów w Łodzi. Od stycznia 2004 r. także w Przemyślu i Mysłowicach. W październiku 2008 r. firma przejęła lokalną telewizję kablową Pol-Net w Piotrkowie Trybunalskim, a w 2017 roku krakowską T-MONT.
Według danych Polskiej Izby Komunikacji Elektronicznej TOYA miała w marcu 2010 r. ok. 160 000 abonentów (3,48% rynku) i była pod tym względem czwartą siecią kablową w Polsce. Ponadto operator zapewnia dostęp do usług dla ok. 90 000 abonentów sieci partnerskich.
Według rankingu platformy Speedtest.pl z lipca 2017 roku, oferowała najszybszy internet stacjonarny w Polsce.

## Usługi

### Telewizja
Firma, podobnie jak inne tego rodzaju sieci kablowe, oferuje ponad dwieście pięćdziesiąt siedem kanałów w systemie telewizji kablowej DVB-C oraz własnej platformy cyfrowej ze standardem High Definition.

### Internet
TOYA jest dostawcą internetu (Internet TOYAnet) w oparciu o technologię DOCSIS i GPON. Firma oferuje kilka pakietów o różnych przepustowościach (od 6 Mb/s do 1000 Mb/s {700 Mb/s dla firm}). Do przesyłu sygnału internetowego używa się modemów kablowych firm Cisco, Technicolor i Arris oraz modemów GPON Huawei i Dasan.

### Telefonia
TOYA oferuje też własne połączenia VoIP (Telefonia TOYAtel), których koszt jest dużo niższy (szczególnie w ruchu międzymiastowym i międzynarodowym) w porównaniu do operatorów krajowych.

### Usługi mobilne
TOYA oferuje również telefonię komórkową i mobilny Internet, oparte na sieci PLAY.

## Nagrody i problemy
Telewizja zdobyła następujące nagrody:
- 1998 – „Srebrna Antena” – czasopisma TV-Sat
- „Złota Pajęczyna” – V Targi INFOBIT
- 2004, 2005 – „Satelitarny Oskar” – jako nadawca najatrakcyjniejszego programu lokalnego oraz najlepszego szerokopasmowego dostępu do Internetu – czasopisma TV-Sat.[potrzebny przypis]
- 2008 – „Złota PIKE” w kategorii „Operator” podczas XXXIII Międzynarodowej Konferencji i Wystawy Polskiej Izby Komunikacji Elektronicznej w Zakopanem.
- 2009 – Laureat Teraz Polska – za potrójną usługę telewizję, Internet i telefonię
- 2010 – Laur Infotela – za wprowadzenie na polski rynek kablowy programowalnego odbiornika telewizji cyfrowej
- 2011 – Kryształowa Antena Świata Mediów – w kategorii Rozwiązanie Kablowe

### Skargi i problemy
- W 2003 r. zgłoszono do Urzędu Ochrony Konkurencji i Konsumentów wniosek o wszczęciu dochodzenia w związku z podejrzeniem o zmowę monopolistyczną z innym operatorem kablowym (Multimedia Polska), mającą mieć na celu wyparcie z rynku mniejszych operatorów. Urząd, po półrocznym dochodzeniu umorzył jednak sprawę[7].
- W 2004 i 2005 r. Łódzkie media („Dziennik Łódzki” i „Express Ilustrowany”) donosiły parokrotnie o praktykach monopolistycznych TVK TOYA, polegających na czasowych obniżkach cen abonamentów na terenach gdzie występowała konkurencja z innymi operatorami (m.in. z Ret-Sat 1 na osiedlu Retkinia)[8].

### Grupa TOYA

#### TOYA Studios
Kompleks studiów nagrań i postprodukcji dźwięku oraz hal zdjęciowych. Miejsce o bogatej tradycji (dawna Łódzka Wytwórnia Filmów Fabularnych). W skład kompleksu wchodzi: 16 reżyserek i studiów, dwie hale dla 2500 i 1200 osób. Całość połączona jest nowoczesną siecią światłowodową, umożliwiającą bezpośrednią rejestrację audio i wideo. Miesięcznie udźwiękawia setki godzin filmów fabularnych i dokumentalnych.

#### Klub Wytwórnia
Klub Wytwórnia to jeden z największych łódzkich projektów artystyczno-kulturalnych. W miejscu dawnej Wytwórni Filmów Fabularnych działa klub oferujący koncerty, festiwale, imprezy filmowe, spektakle teatralne, wystawy sztuki.

#### Film Hotel
Spółka, której celem jest prowadzenie działalności hotelowej, na mocy umowy licencyjnej z siecią Hilton.